# Polsko Kosovo
Polsko Kosovo (bulgariska: Полско Косово) är ett distrikt i Bulgarien.   Det ligger i kommunen Obsjtina Bjala och regionen Ruse, i den centrala delen av landet, 200 km öster om huvudstaden Sofia.
Trakten runt Polsko Kosovo består till största delen av jordbruksmark. Runt Polsko Kosovo är det ganska glesbefolkat, med 38 invånare per kvadratkilometer.